# Radiotelevizijski odašiljač Učka
Radiotelevizijski odašiljač Učka je tv i radio odašiljač smješten na planini Učkoj u Primorsko-goranskoj županiji, te je jedan od 17 glavnih TV odašiljača koji čine glavnu DVB-T mrežu. Koristi se za pokrivanje tv i radio signala Istre i Primorja.
Dana 26. siječnja 2010. radiotelevizijski odašiljač Učka je postao prvi TV-odašiljač u Republici Hrvatskoj, koji odašilje isključivo signal Digitalne Televizije (Regija D5), u tijeku gašenja analogne televizije.

## Emitirani programi
Radiotelevizijski odašiljač Učka emitira sedam radio stanica na FM području, te pet digitalnih multipleksa digitalne zemaljske televizije na UHF području.
| Frekvencija (MHz) | Program                       | RDS PS   | RDS PI | ERP (kW) | Dijagram zračenja kružno (ND) usmjereno (D) | Polarizacija vodoravna (H) okomita (V) |
| ----------------- | ----------------------------- | -------- | ------ | -------- | ------------------------------------------- | -------------------------------------- |
| 96,9              | Radio Istra                   | R-ISTRA_ | C386   | 80       | -                                           | H/V                                    |
| 99,3              | Hrvatski radio - 1. program   | HRT-HR_1 | C201   | 80       | -                                           | H/V                                    |
| 100,5             | Hrvatski radio - 3. program   | HRT-HR_3 | C203   | 5        | -                                           | H/V                                    |
| 101,3             | Hrvatski radio - Radio Pula   | HRT-PU__ | C318   | 80       | -                                           | H/V                                    |
| 104,7             | Hrvatski radio - Radio Rijeka | HRT-RI__ | C319   | 80       | -                                           | H/V                                    |
| 105,3             | Hrvatski radio - 2. program   | HRT-HR_2 | C202   | 80       | -                                           | H/V                                    |
| 106,7             | Hrvatski katolički radio      | -_HKR_-_ | C204   | 80       | -                                           | H/V                                    |

### DAB+
| VHF Kanal         | Multipleks       | Programi u multipleksu | RDS PS | RDS PI                                                                                  | ERP (kW) | Dijagram zračenja kružno (ND) usmjereno (D) | Polarizacija vodoravna (H) okomita (V) |
| ----------------- | ---------------- | --- | --- | --------------------------------------------------------------------------------------- | -------- | ------------------------------------------- | -------------------------------------- |
| 11D (222,064 MHz) | OIV Croatia DAB+ | - Yammat FM - HRT-HR1 - HRT-HR2 - HRT-HR3 - Otvoreni radio - narodni - ANTENA - DALMATIA - Trogir - mojRADIO - CMC Radio - EPG | - YammatFM - HR1 - HR2 - HR3 - Otvoreni - narodni - ANTENA - DALMATIA - Trogir - mojRADIO - CMCRadio - EPG | - C009 - C201 - C202 - C203 - C205 - C206 - C30D - C31E - C419 - C505 - C510 - E3C79E5E | 15       | ND                                          | H                                      |

| Kanal | Frekvencija (MHz) | Multipleks  | Programi u multipleksu                                         | ERP (kW) | Dijagram zračenja kružno (ND) usmjereno (D) | Polarizacija vodoravna (H) okomita (V) | Modulacija | FEC | Zaštitni interval | Bitrate (MBit/s) |
| ----- | ----------------- | ----------- | -------------------------------------------------------------- | -------- | ------------------------------------------- | -------------------------------------- | ---------- | --- | ----------------- | ---------------- |
| 28    | 530               | DVB-T MUX A | - HTV1 - HTV2 - RTL - NOVA TV                                  | 100      | D (140-80°)                                 | H                                      | 64-QAM     | 3/4 | 1/4               | 22,394           |
| 29    | 538               | DVB-T MUX D | - KANAL RI - TV NOVA - Sportska televizija - RTL KOCKICA - CMC | 100      | D (140-80°)                                 | H                                      | 64-QAM     | 5/6 | 1/16              | 29,273           |
| 39    | 618               | evotv MUX E |                                                                | 100      | D (140-80°)                                 | H                                      | 256-QAM    | 2/3 | 19/256            | 36,520           |
| 53    | 730               | DVB-T MUX B | - HTV3 - HTV4 - RTL 2 - Doma TV                                | 100      | D (140-80°)                                 | H                                      | 64-QAM     | 3/4 | 1/4               | 22,394           |
| 57    | 762               | evotv MUX C |                                                                | 100      | D (140-80°)                                 | H                                      | 256-QAM    | 2/3 | 19/256            | 36,520           |